# Islas Candelaria
Las islas Candelaria, o grupo Candelaria, es un conjunto de dos pequeñas islas deshabitadas que están en la zona central de las islas Sandwich del Sur, a 37 kilómetros al sudeste de la isla Visokoi. Forman el grupo la isla Candelaria (57°05′S 26°39′O / -57.083, -26.650), la isla Vindicación (57°06′S 26°47′O / -57.100, -26.783) y numerosas rocas adyacentes. Las islas están separadas por el canal Nelson de 3 kilómetros de ancho.
En el contorno del grupo Candelaria se ubican diez de los puntos que determinan las líneas de base de la República Argentina, a partir de las cuales se miden los espacios marítimos que rodean al archipiélago.

## Historia
Las islas Candelaria fueron descubiertas el 2 de febrero de 1775 por un británico de la expedición dirigida por James Cook, quien las llamó así en conmemoración del día de su descubrimiento en el santoral católico, la Fiesta de la Candelaria. En enero de 1820 el explorador ruso Fabian Gottlieb von Bellingshausen en el barco Vostok también señaló como que las dos islas estaban separadas, aunque creyó que las tres máximas elevaciones de la isla Candelaria pertenecían a tres islas distintas. En 1908 Carl Anton Larsen y luego también Wilhelm Filchner pensaron que las dos eran una única isl. Larsen desembarcó en la isla.
Fueron cartografiadas en 1930 por personal del RRS Discovery II, tras lo cual el nombre Candlemas (Candelaria) quedó para la isla mayor del grupo, pero también para denominarlas a las dos en conjunto.
Las islas Candelaria nunca fueron habitadas ni ocupadas, y como el resto de las Sandwich del Sur son administradas por el Reino Unido que las hace parte del territorio británico de ultramar de las Islas Georgias del Sur y Sandwich del Sur, mientras que son reivindicadas por la República Argentina, que las hace parte del departamento Islas del Atlántico Sur dentro de la provincia de Tierra del Fuego, Antártida e Islas del Atlántico Sur.

## Islas del grupo
| Islas       | Área   | Mayor altura           | Localización                       |
| Candelaria  | 14 km² | Monte Andrómeda: 550 m | 57°05′S 26°39′O / -57.083, -26.650 |
| Vindicación | 5 km²  | Pico Cuadrante: 430 m  | 57°06′S 26°47′O / -57.100, -26.783 |

Las rocas que rodean a las islas mayores son la roca Negra (cerca de la isla Candelaria), las rocas Cook, Pantalón, Perfil, Sierra, Buda, Pólux, Castor, entre otras menores innominadas (rodeando a la isla Vindicación), además de la roca Santa.